# Discorsi sopra la prima deca di Tito Livio

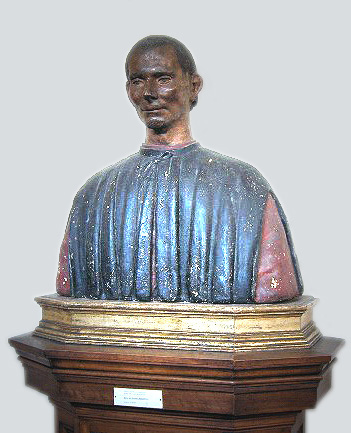
Machiavelli-Büste im Palazzo Vecchio

Die Discorsi sopra la prima deca di Tito Livio (Abhandlungen über die ersten zehn Bücher des Titus Livius, deutsch meist nur Discorsi, auch mit Untertiteln wie Gedanken über Politik und Staatsführung, oder Vom Staate) ist das literarische Hauptwerk von Niccolò Machiavelli, in dem er seine Gedanken zur Politik, zum Krieg und zur politischen Führung zusammenfasst.

## Hintergrund
Das Werk schrieb er in den Jahren 1513–1519 auf seinem Landgut Casa Machiavelli, nachdem er von den Medici aus seiner Heimatstadt Florenz verbannt worden war. Es erschien als Buch erst nach seinem Tode im Jahre 1531, fast gleichzeitig mit seinem weitaus bekannteren Werk Der Fürst (Il Principe). Beide Werke wurden von der römisch-katholischen Kirche auf dem Konzil zu Trient auf den Index gesetzt und galten als „Teufelswerk“.
In seinem umfangreichen Werk entwickelt Machiavelli, der ein überzeugter Republikaner war, seine Vorstellung über ein ideales Staatswesen, wobei der römische Geschichtsschreiber Titus Livius (59 v. Chr. bis 17 n. Chr.) ihm den roten Faden lieferte, „denn nur Livius befaßte sich mit der Gründung des römischen Staates.“ Machiavelli arbeitete heraus, dass sich Geschichte wiederhole und führt in seinem Werk viele Beispiele aus der Antike und der damals aktuellen italienischen Zeitgeschichte (Italienische Kriege) an:
„Untersucht man sorgfältig die Vergangenheit, so ist es ein Leichtes, die zukünftigen Ereignisse vorherzusehen und dieselben Hilfsmittel anzuwenden, welche von den Alten angewendet worden sind, oder neue Mittel, entsprechend der Ähnlichkeit der Vorfälle, zu ersinnen. Da aber solche Betrachtungen vernachlässigt oder nicht verstanden werden oder, wenn verstanden, den Regierenden unbekannt sind, so ist die Folge davon, dass jederzeit dieselben Unordnungen stattfinden.“

## Inhalt
Machiavelli analysiert in drei Teilen (Buch I – III) die verschiedenen Staats- und Regierungsformen (Republik, Alleinherrschaft, Volksherrschaft, Aristokratie, Tyrannis, Oligarchie und Anarchie) und verdeutlicht bereits mit den vielen Kapitelüberschriften seine Intentionen:
- Welches im Allgemeinen der Ursprung einer Stadt und besonders der von Rom war.
- Wie viele Arten von Regierungsformen es gibt, und zu welcher der römische Staat gehörte.
- Welche Ereignisse in Rom die Einführung der Volkstribunen veranlasste, wodurch die Republik vervollkommnet wurde.
- Warum die Uneinigkeit des römischen Volkes und Senates die Republik frei und mächtig machte.
- Wer größeres Interesse daran hat, Unruhen zu erregen.
- Von welcher Wichtigkeit es ist, auf Religionen achtzuhaben, und wie Italien in Verfall geriet, weil es durch die Schuld der römischen Kirche keine Religion mehr hat.
- Wie sich die Römer der Religion bedienten, um den Staat zu ordnen.
- Auf welche Art in verdorbenen Städten eine freie Verfassung erhalten werden könne, wenn sie schon besteht, und wie eine solche, wenn sie nicht besteht, eingeführt werden könne.
- Warum sich nach einem vorzüglichen Fürsten ein schwacher Fürst halten kann, mit zwei aufeinander folgenden schwachen Fürsten aber kein Reich bestehen kann.
- Wie tadelnswert die Republik ist, die keine Waffen besitzt.
- Dass, wer in einem Staat eine alte Verfassung reformieren will, wenigstens den Schatten der alten Formen beibehalten sollte.
- Dass die Menschen äußerst selten ganz gut oder ganz böse sind.
- Dass, wenn ein Übel in einem Staat zu einer gewissen Größe angewachsen ist, es heilsamer sei, Zeit zu gewinnen, als Gewalt zu gebrauchen.
- Dass die diktatorische Gewalt für die römische Republik zum Vorteil war.
- Dass wenn eine Republik ein neues Gesetz macht, das weit zurückgreift und gegen uraltes Herkommen verstößt, sie sehr Aufruhr-anfällig ist.
- Dass man bei verschiedenen Völkern häufig dieselben Ereignisse sieht.
- Wie leicht die Menschen verdorben werden können.
- Dass Männer, die für den eigenen Ruhm kämpfen, gute und treue Soldaten sind.
- Dass eine Menge ohne Haupt unnütz ist.
- Dass es ein schlechtes Beispiel ist, ein Gesetz nicht zu halten, dessen Urheber man ist.
- Dass kein Rat oder Magistrat den Gang der Staatsmaschine hemmen können darf.
- Dass oftmals ein Volk seinen Untergang heraufbeschwört, wenn es sich von einem Trugbild des Guten täuschen und sich durch Versprechungen zu großen Hoffnungen hinreißen lässt.
- Welche Gewalt ein bedeutender Mann hat, eine empörte Menge zu zügeln.
- Wie leicht es ist, in den Städten zu regieren, wo das Volk nicht verdorben ist.
- Dass sich, wo Gleichheit ist, keine unumschränkte Monarchie, da wo sie nicht ist, keine Republik einführen lässt.
- Dass das Volk weiser und beständiger ist als die Fürsten, aber: versammelt ist das Volk mutig, einzeln schwach.
- Auf welche Bündnisse oder Allianzen man sich mehr verlassen könne, auf die mit einer Republik oder auf die mit einem Fürsten.
- Wie das Konsulat und jede andere Würde in Rom ohne Rücksicht auf das Alter erteilt wurde.
- Ob Tapferkeit oder Glück die Ursachen für den römischen Erfolg waren.
- Mit welchen Völkern die Römer zu kämpfen hatten, und wie hartnäckig diese Völker ihre Freiheit verteidigten.
- Dass Rom dadurch eine mächtige Stadt wurde, dass es die benachbarten Städte zerstörte und die Fremden mit gleichen Rechten aufnahm.
- Warum Völker ihr Vaterland verlassen und andere Länder überschwemmen.
- Dass für einen Krieg gute Waffen und motivierte Soldaten wichtiger sind als Geld.
- Dass es nicht klug ist, mit einem Fürsten ein Bündnis zu schließen, dessen Ruf größer ist als seine Kriegsmacht.
- Dass man aus niederem Stande zur Größe eher durch Betrug als durch Gewalt gelangt.
- Wie irrig und schief die Menschen oft die wichtigsten Dinge beurteilen.
- Dass wahrhaft mächtige Fürsten Bündnisse nicht durch Geld, sondern durch Tapferkeit und Waffenruhm erkaufen.
- Dass es sehr weise ist, zu gegebener Zeit Torheit vorzuspielen.
- Auf wen man mehr bauen könne, auf einen guten Feldherrn mit einem schlechten Heer oder auf ein gutes Heer mit einem schlechten Feldherrn.
- Ob zur Leitung eines Volkes Güte notwendiger sei als Strafe.
- Wie wegen Weibern ein Staat zugrunde gehen kann.
- Dass die Sünden der Völker durch die Fürsten entstehen.
- Dass Betrug im Krieg ruhmvoll sei.
- Dass man erzwungene Versprechen nicht halten soll.
- Dass man oft durch Ungestüm und Kühnheit mehr erreicht, als auf gewöhnliche Weise.

## Intention
Die Hauptbotschaft des pragmatischen Analytikers ist, dass effektives politisches Handeln nicht immer im Einklang mit Moral möglich sei, denn um Macht und Führung zu erhalten, müsse jedes Mittel recht sein, weil sonst die Welt in Anarchie versänke. Die Regeln des politischen Handelns könnten sehr gut durch entsprechende Kenntnisse der Geschichte gewonnen werden, wobei es oft durch Lug und Betrug, Erpressung, Mord und Krieg zu letztlich positiven Veränderungen gekommen sei. Man könne eben nicht immer ein Übel vermeiden, um ein anderes zu verhindern:
„Wir müssen bei allen unseren Entscheidungen also erwägen, auf welcher Seite die wenigsten Missstände sind, und einen danach gefassten Entschluss für den besten halten, weil keine Sache auf der Welt ohne ihre Schattenseite ist.“
Machiavelli macht in seiner Discorsi immer wieder deutlich, dass alles zum Wohle des Volkes zu geschehen habe (nicht zum Wohle seiner Herrscher) und bringt es mit der bekannten Formulierung auf den Punkt: „Republiken sind Staaten, in denen das Volk Fürst ist!“ Er kritisiert, die Menschen hätten sich bisher leider nicht die Mühe gemacht, die Technik des richtigen Handelns in der Politik zu erlernen, sondern eher nach Gefühl, Instinkt, Gewohnheit und Laune gehandelt, die Alten zwar bewundert, aber ihre Taten nicht systematisch ausgewertet.
Das im Vergleich zur Discorsi wesentlich leichter zu lesende Büchlein Der Fürst ist oft falsch verstanden worden (Verherrlichung des skrupellosen Herrschers, Machiavellismus), vor allem von denjenigen, die die Discorsi nicht gelesen haben. Der deutsche Politiker Carlo Schmid bewertete die Discorsi als eine Schilderung über Entstehen, In-Verfassung-Kommen und Niedergang einer Nation und eines Staates und fährt fort:
„Machiavelli zeigt uns dort vor allem, was geschehen muss, damit ein Staat Dauer haben könne und damit aus dem Dilemma von Freiheit und Macht nicht Anarchie und darüber der Verlust der Freiheit oder der Untergang des Staates entstehe. Hier schreibt Machiavelli – gelassener, reicher, farbiger, als im Principe – nicht für jene, die als Fürsten die Gewalt über Menschen haben, sondern für jene, welche wert wären, Fürsten zu sein, nämlich für jene, die imstande sind, einen Staat zu schaffen und zu verwirklichen, in dem die Tugend der Bürger die Ausübung von Macht erlaubt, ohne dabei die Freiheit der Bürger zu opfern. Vorbild sind ihm dabei das republikanische Rom und die freien Reichsstädte Deutschlands.“

## Aphorismen aus den Discorsi
- Alles was in der Welt geschieht, hat seine Entsprechung in Dingen, die in der Vergangenheit geschehen sind.
- Der Mensch ist von Natur ungeduldig und kann die Befriedigung seiner Leidenschaften nicht lange hinausschieben. Er täuscht sich gerne in den Dingen, die ihn selbst betreffen, und am meisten in denen, die er am sehnlichsten herbeiwünscht. So lässt er sich aus Ungeduld oder aus Selbsttäuschungen in Unternehmungen ein, die gegen die Zeit sind, und scheitert.
- Bisher haben sich die Menschen leider nicht die Mühe gemacht, die Technik des richtigen Handelns in der Politik zu erlernen, sondern eher nach Gefühl, Instinkt, Gewohnheit und Laune gehandelt, die Alten zwar bewundert, aber ihre Taten nicht systematisch ausgewertet.
- Die Menschen sind immer gierig auf Neues aus. Darum sind jene, denen es gut geht, so gut wie immer ebenso auf Veränderungen aus wie jene anderen, denen es schlecht geht.
- Die Armut der Bürger trägt bessere Früchte als ihr Reichtum. Jene hat Städte, Länder, Religionen zu Ehren gebracht; dieser hat sie verderben lassen.
- Schwache Staaten nehmen nie eindeutig Stellung.
- Wenn einer anfängt in die Lage zu kommen, nichts mehr fürchten zu müssen, beginnt es für andere furchtbar zu werden.
- Wer in einem Land, in dem es viele Edelleute gibt, einen Staat der gesetzlich geordneten Freiheit errichten will, kann sein Ziel nur dann erreichen, wenn er vorher den ganzen Adel ausrottet.
- Ein Herrscher, der nicht von sich aus weise ist, kann nicht gut beraten werden.
- Eine Republik hat längere Dauer und genießt das ganze Glück länger als ein Fürstentum. Das kommt daher, dass sie, die auf die Vielzahl der Bürger gegründet ist, sich besser dem Vielerlei der Zeitläufe anzupassen vermag als ein Fürst. Denn ein Mann, der gewohnt ist, auf eine und dieselbe Art zu handeln, ändert sich niemals. So muss er naturnotwendig scheitern, wenn die Zeit in ihrem Wechselspiel seine Art zu handeln nicht mehr aufzunehmen vermag.
- Da alles Neue den Sinn der Menschen beunruhigt, muss man sich sehr Mühe geben, den Neuerungen so viel als möglich vom Hergebrachten zu belassen.
- In einem recht geführten Staat kann man Verstöße nicht mit Verdiensten aufrechnen.
- Nicht das Wohl der Einzelnen, sondern das öffentliche Wohl macht Staaten groß.
- Einen Krieg kann man nach seinem Belieben anfangen, aber nicht nach Wunsch beendigen.
- Denn nicht der Titel macht den Mann, sondern der Mann den Titel.

## Ausgaben
- Rudolf Zorn (Übers., Hrsg.): Discorsi. Gedanken über Politik und Staatsführung. 2. Auflage. Kroener-Verlag, Stuttgart 1977, ISBN 3-520-37702-0.
- Horst Günther (Hrsg.): Friedrich von Oppeln-Bronikowski (Übers.): Discorsi. Staat und Politik. 6. Auflage. Insel-Verlag, Frankfurt/M. 2009, ISBN 3-458-34251-6.
- Alexander Ulfig (Hrsg.): Machiavelli, gesammelte Werke in einem Band. 2001-Verlag, Frankfurt am Main 2007, ISBN 978-3-86150-774-1.